# Nokia 5300

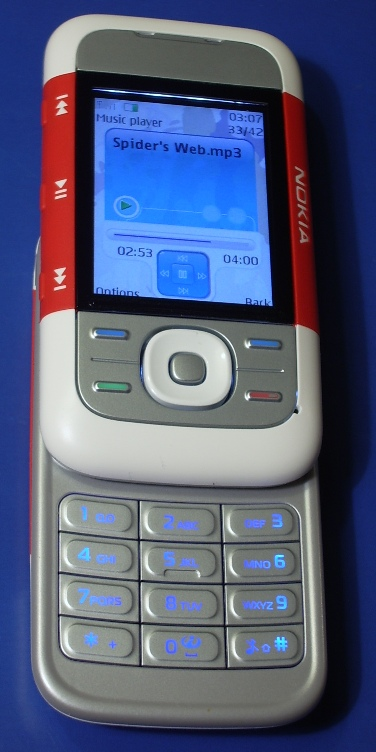
Nokia 5300

Le Nokia 5300 est un téléphone cellulaire créé fin 2006 par Nokia.
Le téléphone possède un écran de 240x320 pixels (QVGA) et un appareil photo numérique de 1,3 mégapixel qui est en mode paysage. Il dédie plusieurs boutons pour un accès rapide à la musique. Il a un port IrDA, Bluetooth et un slot pour les cartes microSD.

## Différences entre le Nokia 5300 et le Nokia 5200
Les caractéristiques du Nokia 5300 sont globalement comparables à celles du Nokia 5200.
|                          | 5200                                             | 5300                                             |
| ------------------------ | ------------------------------------------------ | ------------------------------------------------ |
| Taille de l'écran / type | 128 × 160 pixels / TFT (STN)                     | 240 × 320 pixels / TFT                           |
| Diagonale                | 1,8 pouce.                                       | 2 pouces.                                        |
| Mémoire interne          | 5 Mo                                             | 8 Mo                                             |
| Mémoire externe          | Jusqu'à 2 Go                                     | Jusqu'à 2 Go                                     |
| Camera                   | VGA                                              | 1,3 mégapixel (zoom numérique x8)                |
| Poids                    | 104 g.                                           | 106,5 g.                                         |
| Autonomie                | En conversation : 3,2 heures Veille : 263 heures | En conversation : 3,2 heures Veille : 233 heures |